# Довнар Таїсія Іванівна
Таїсія Іванівна Довнар (нар. 15 жовтня 1944, м. Шацьк, Пуховицький район, Мінська область) — білоруська юристка, кандидат юридичних наук (1986), доктор юридичних наук (1997), професор БДУ (1998).

## Біографія
Закінчила Шацьку середню школу (1961), Мінське медучилище № 1 (1964), юридичний факультет БДУ (1973). Працювала фельдшером-лаборантом Рованичської дільничної лікарні Червенського району, фельдшером-лаборантом Мінського медичного інституту підвищення кваліфікації. Починаючи з 1977 року — викладач БДУ, з 1998 року — професор кафедри теорії та історії держави і права юридичного факультету БДУ.
Авторка понад 140 наукових робіт, в тому числі понад 20 робіт навчально-методичного характеру, 3 монографій, підручника (у співавторстві), курсу лекцій, 8 навчальних посібників. Брала участь в підготовці ряду енциклопедичних видань: «Юридичний енциклопедичний словник» (Мн., 1992), «Мислителі та просвітителі Білорусі» (Мн., 1995), «Статут Великого князівства Литовського 1588» (Соч., 1989), «Енциклопедія історії Білорусі». Т. 1-6 (Соч., 1993—2003).
Науковим керівником Таїсії Іванівни був доктор юридичних наук, професор Й. О. Юхо, під керівництвом якого в 1986 році вона захистила кандидатську дисертацію на тему «Наступність у конституційному будівництві Білоруської РСР» в Санкт-Петербурзькому державному університеті, а в 1997 році — докторську дисертацію на тему «Розвиток загальноземського права Білорусі в XV—XVI століттях». В подальшому під її керівництвом було захищено 6 кандидатських дисертацій.